# Evropské fórum Wachau

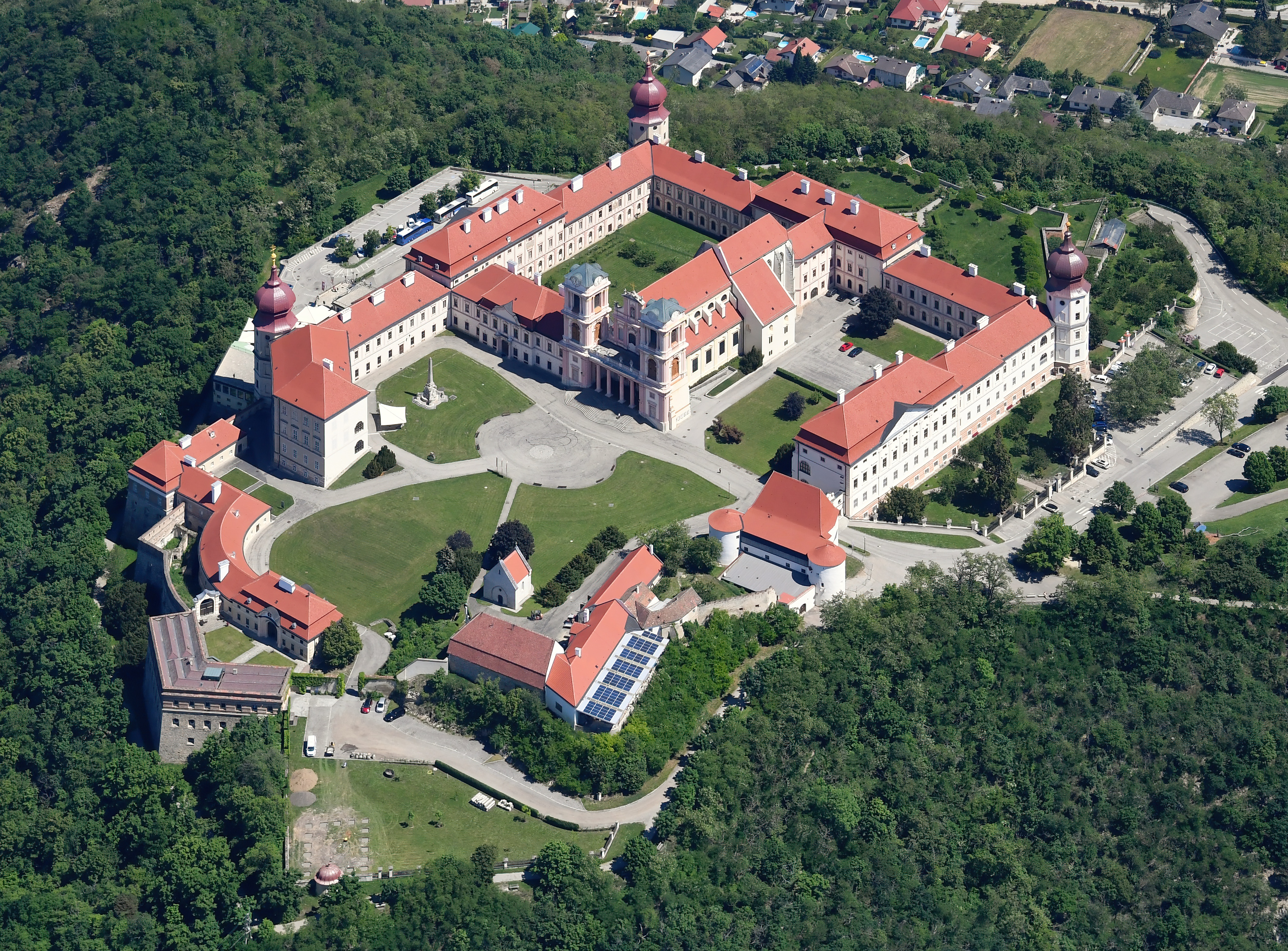
Konference se konají v klášteře Göttweig u Kremže na Dunaji

Evropské fórum Wachau (německy Europa-Forum Wachau) je řada pravidelných konferencí k evropské politice, které se od roku 1995 pořádají v klášteře Göttweig v Dolním Rakousku. Klášter leží na severovýchodním konci známé turistické oblasti Wachau, nad obcí  Furth bei Göttweig, okres Kremže, asi 90 km západně od Vídně. Pořadatelem je Spolek Europa-Forum Wachau ve spolupráci s rakouským ministerstvem zahraničí a zemskou vládou Dolních Rakous. Moderátorem je publicista Paul Lendvai.

## Historie
První ročník se konal v roce 1995, kdy Rakousko přistoupilo k Evropské unii, za účasti ministra zahraničí Aloise Mocka a zemského hejtmana Erwina Prölla. Hlavní myšlenkou bylo přiblížit EU prostému občanovi, dávat impulzy a diskutovat o evropských politických rozhodnutích a sloužit při rozšiřování EU. Těžištěm témat je další regionálně politický rozvoj podunajského prostoru, zvláštní pozornost se věnuje vývoji bezpečnostní, regionální, hospodářské a kulturní situace. Mezi diskutujícími se v průběhu let vystřídala řada známých evropských politiků..